# Premier secrétaire du Parti socialiste
Le premier secrétaire du Parti socialiste est le principal dirigeant du Parti socialiste, parti politique français fondé en 1969 et successeur de la Section française de l'Internationale ouvrière (SFIO), qui était dirigée par un secrétaire général.
L'actuel titulaire de la fonction est Olivier Faure depuis le 7 avril 2018.

## Fonctions
Le premier secrétaire est le principal dirigeant national du Parti socialiste. Ses fonctions principales sont fixées par les statuts du parti :
- il assure le fonctionnement régulier des instances politiques et administratives du parti ;
- il veille au respect des statuts et du règlement intérieur du parti ;
- il préside le secrétariat national (exécutif du parti) dont il propose la composition au conseil national (parlement du parti) et dont il fixe l'ordre du jour ;
- il est membre de droit du conseil national et du bureau national ;
- il peut proposer un référendum auprès des adhérents du parti.

## Élection
Le premier secrétaire était initialement élu par le comité directeur du Parti socialiste.
En 1995, Lionel Jospin a instauré l'élection du premier secrétaire au suffrage uninominal à deux tours par les adhérents du parti. Cette élection a lieu après chaque congrès ou en cas de vacance. Depuis cette réforme, seules deux élections ont été concourues par plus d'un seul candidat :
- après le congrès de Brest en 1997, François Hollande est élu avec 91,18 % des voix face à Jean-Luc Mélenchon ;
- après le congrès de Reims en 2008, aucune majorité n'émerge du congrès ; Martine Aubry, Ségolène Royal et Benoît Hamon se présentent pour le poste de premier secrétaire et c'est finalement Martine Aubry qui est élue au second tour, face à Ségolène Royal, avec 102 voix d'avance.

Une réforme adoptée en 2010 a modifié le mode d'élection du premier secrétaire du Parti socialiste. Son élection par les adhérents est dorénavant couplée avec le vote sur les motions : les premiers signataires des deux motions arrivées en tête sont automatiquement candidats pour l'élection du premier secrétaire, qui a lieu par un vote des adhérents une semaine après le vote sur les motions.
En cas d'empêchement, de démission ou de décès, c'est le secrétaire national à la coordination qui assure l'intérim de la fonction en tant que successeur juridique, selon les statuts du parti. Le conseil national élit alors un nouveau premier secrétaire qui reste en poste jusqu’au prochain congrès.

## Liste des premiers secrétaires
| no | Portrait | Nom                        | Mandat                               | Durée                       | Note |
| -- | -------- | -------------------------- | ------------------------------------ | --------------------------- | --- |
| 1  |          | Alain Savary               | 17 juillet 1969 - 16 juin 1971       | 1 an, 10 mois et 30 jours   | En 1969, au congrès d'Issy-les-Moulineaux, Alain Savary est élu premier secrétaire du Nouveau Parti socialiste, devenu la même année Parti socialiste, qui adopte la stratégie de l'« Union de la gauche », mais pas l'idée d'un programme commun de gouvernement avec le Parti communiste. |
| 2  |          | François Mitterrand        | 16 juin 1971 - 24 janvier 1981       | 9 ans, 7 mois et 8 jours    | François Mitterrand s'impose face à Alain Savary lors du congrès d'Épinay-sur-Seine, en juin 1971. Il est élu président de la République le 10 mai 1981. |
| 3  |          | Lionel Jospin              | 24 janvier 1981 - 14 mai 1988        | 7 ans, 3 mois et 20 jours   | Trois mois et demi avant l'élection de François Mitterrand à la présidence de la République et durant tout le premier septennat de Mitterrand, Lionel Jospin assume les fonctions de premier secrétaire. |
| 4  |          | Pierre Mauroy              | 14 mai 1988 - 9 janvier 1992         | 3 ans, 7 mois et 26 jours   | Pierre Mauroy, ancien Premier ministre, prend la tête du Parti socialiste après la réélection de François Mitterrand à la présidence de la République. |
| 5  |          | Laurent Fabius             | 9 janvier 1992 - 3 avril 1993        | 1 an, 2 mois et 25 jours    | Ancien Premier ministre et président de l'Assemblée nationale, Laurent Fabius succède à Pierre Mauroy, comme il lui avait succédé à Matignon en 1984. La direction du parti démissionne collectivement le 3 avril 1993, à la suite de la lourde défaite de la gauche aux élections législatives. |
| 6  |          | Michel Rocard              | 3 avril 1993 - 19 juin 1994          | 1 an, 2 mois et 16 jours    | Deux ans après avoir quitté Matignon, Michel Rocard prend la présidence de la direction nationale provisoire du parti, après la déroute socialiste aux élections législatives de mars 1993. Il est confirmé à la tête du parti au congrès du Bourget : il est ainsi le premier à être élu directement par les délégués du congrès. Michel Rocard remanie profondément les institutions dirigeantes du parti, accordant notamment l'autonomie aux Jeunes socialistes. |
| 7  |          | Henri Emmanuelli           | 19 juin 1994 - 14 octobre 1995       | 1 an, 3 mois et 25 jours    | Ancien président de l'Assemblée nationale, Henri Emmanuelli est élu premier secrétaire à titre provisoire, le 19 juin 1994, lors du conseil national de la Villette, après avoir battu son seul concurrent, le « jospinien » Dominique Strauss-Kahn (140 voix contre 64), avec l'appui des « fabiusiens ». Il est réélu à ce poste lors du congrès de Liévin, le 20 novembre 1994, avec 92,15 % des voix des militants et le soutien de Laurent Fabius, Lionel Jospin, Michel Rocard, Pierre Mauroy et Jean Poperen. Il est battu par Jospin à la primaire présidentielle de 1995.                                                           |
| 8  |          | Lionel Jospin              | 14 octobre 1995 - 2 juin 1997        | 1 an, 7 mois et 19 jours    | Lionel Jospin devient pour la deuxième fois premier secrétaire (il est à ce jour le seul à avoir exercé deux mandats non consécutifs à cette fonction). Il quitte son poste lorsqu'il est nommé Premier ministre par le président de la République Jacques Chirac. |
| 9  |          | François Hollande          | 27 novembre 1997 - 26 novembre 2008  | 10 ans, 11 mois et 30 jours | François Hollande remplace Lionel Jospin comme premier secrétaire délégué, puis est élu par les adhérents après le congrès de Brest. Durant son mandat, le PS est défait aux élections nationales de 2002 et 2007, mais connaît plusieurs victoires aux élections locales. Il est le premier secrétaire à la plus grande longévité depuis la création du parti. Quatre ans après avoir quitté ses fonctions, il devient le 24e président de la République le 15 mai 2012. |
| 10 |          | Martine Aubry              | 26 novembre 2008 - 17 septembre 2012 | 3 ans, 9 mois et 22 jours   | Martine Aubry, élue première secrétaire après le congrès de Reims, est la première femme à exercer cette fonction. Elle lance un processus de rénovation du parti, comprenant notamment l'organisation d'une primaire ouverte pour la désignation du candidat à l'élection présidentielle. Harlem Désir la remplace en tant que premier secrétaire délégué, du 30 juin 2011 au 16 octobre 2011, pendant sa candidature à cette primaire, qu'elle perd au second tour face à François Hollande. Elle quitte ses fonctions l'année suivante, quelques semaines avant la fin de son mandat.                                                     |
| 11 |          | Harlem Désir               | 17 septembre 2012 - 15 avril 2014    | 1 an, 6 mois et 29 jours    | Premier secrétaire par intérim après la démission de Martine Aubry, il est désigné par celle-ci et Jean-Marc Ayrault comme premier signataire de la motion soutenue par eux. Lors du congrès de Toulouse, sa motion arrive en tête du vote des adhérents, puis Harlem Désir est élu premier secrétaire face à Emmanuel Maurel. |
| 12 |          | Jean-Christophe Cambadélis | 15 avril 2014 - 30 septembre 2017    | 3 ans, 5 mois et 15 jours   | Après la défaite de la gauche aux élections municipales de 2014 et la nomination d'Harlem Désir au gouvernement, Jean-Christophe Cambadélis est élu par le conseil national du PS, le 15 avril 2014, premier secrétaire, en recueillant 147 voix (67,12 %) contre 72 (32,88 %) pour Sylvain Mathieu, premier secrétaire fédéral de la Nièvre, soutenu par l'aile gauche du parti. À la suite de la large défaite du Parti socialiste aux élections législatives de 2017, il annonce sa démission le 18 juin, tandis qu'une direction collégiale est mise en place début juillet,. Il quitte officiellement le poste le 30 septembre suivant. |
| –  |          | Rachid Temal               | 30 septembre 2017 - 7 avril 2018     | 6 mois et 8 jours           | En tant que secrétaire national à la coordination, il assure l'intérim comme « coordinateur et représentant légal du parti ». |
| 13 |          | Olivier Faure              | Depuis le 7 avril 2018               | 7 ans, 1 mois et 30 jours   | Élu en mars 2018 en tant que seul candidat, après le désistement de Stéphane Le Foll, dont la motion était arrivée deuxième en vue du congrès d'Aubervilliers. Réélu en 2021, 2023 et 2025. |

## Remarques
- François Mitterrand et François Hollande sont devenus présidents de la République française par la suite.
- Pierre Mauroy, Laurent Fabius, Michel Rocard et Lionel Jospin ont également été Premier ministre. Seul ce dernier l'est devenu après avoir dirigé le Parti socialiste.
- Henri Emmanuelli a été président de l'Assemblée nationale avant d'occuper le poste de premier secrétaire.
- Lionel Jospin a été premier secrétaire à deux reprises durant 8 ans, 11 mois et 9 jours au total.
- Martine Aubry est la seule femme à avoir dirigé le Parti socialiste.
- François Hollande est le premier secrétaire à avoir eu le plus long mandat à la tête du parti (10 ans, 11 mois et 30 jours). A contrario, Michel Rocard est resté le moins longtemps en fonction (1 an, 2 mois et 16 jours).
- La réélection en 2023 d'Olivier Faure suscite une crise au sein du parti[8].

## Dans la fiction
- Dans la série télévisée Baron noir, le rôle de premier secrétaire est interprété successivement par Alain Chistera (Patrick Rocca) puis Amélie Dorendeu (Anna Mouglalis) et enfin Daniel Kahlenberg (Philippe Résimont).